# Championnat d'Irlande de hurling 1887
Navigation
Édition suivante
Le championnat d'Irlande de hurling 1887 (1887 All-Ireland Senior Hurling Championship) est le 1er championnat inter-comté de hurling. Il se dispute du 2 juillet 1887 au 1er avril 1888. Il oppose 6 équipes représentant 6 des 32 comtés irlandais. La finale est programmée le 1er avril 1888 à Birr. Tipperary l'emporte 1-1 à 0-0 contre Galway.

## Organisation
Pour cette première compétition de l'histoire, il n'y a pas de championnat provincial et un tirage au sort complet est utilisé pour déterminer les matchs dans le championnat All-Ireland.
- Premier tour : Il consiste en un match unique entre les deux premières équipes  tirées au sort. Une équipe est éliminée à ce stade tandis que l'équipe gagnante passe au deuxième tour.
- Deuxième tour : Il consiste en un match unique entre le vainqueur du premier tour et une autre équipe. Une équipe est éliminée à ce stade tandis que l'équipe gagnante accède aux demi-finales.
- Demi-finale : Les vainqueurs du deuxième tour rejoignent les trois équipes restantes pour constituer les paires des demi-finales. Deux équipes sont éliminées à ce stade tandis que les deux équipes gagnantes accèdent à la finale.
- Finale : Les vainqueurs des deux demi-finales s'affrontent lors de ce match. Les vainqueurs sont déclarés champions de toute l'Irlande.

Un système de pointage unique est utilisé lors du premier championnat.
Un but vaut plus que n'importe quel nombre de points. Les scores sont donnés ici sous la forme buts-points-points de pénalité, par exemple 2-4-1. Ainsi (par exemple), 2-0-0 bat 1-7-2 (le but l'emporte sur n'importe quel nombre de points) ; 1-3-4 bat 1-2-7 (3,8 points contre 3,4 points) ; 3-0-6 bat 3-1-0 (six points de forfait l'emportent sur un point).
De même, le terrain de jeu était nettement plus grand que le terrain actuel, notamment en largeur, et les équipes comptaient vingt et un joueurs. La zone de marquage est similaire à celle utilisée dans les matchs de Football de règles internationales.

## Participants
Tous les conseils de comté existants étaient en droit d'inscrire une équipe, mais seuls six ont choisi de le faire. Des conflits à Cork et à Limerick concernant le club qui devait représenter le comté ont fait qu'aucun des deux comtés n'a présenté d'équipe.
En tout, cinq équipes s'engagent dans la compétition : Garraunboy Smith O'Briens pour le Clare, les Metropolitans pour celui de Dublin, Meelick pour Galway, Tullaroan pour Kilkenny, Thurles pour Tipperary et Castlebridge pour Wexford.
Tous les participants d'origine ont ensuite remporté le titre de champion d'Irlande, tandis que tous les clubs participants existent toujours sous une forme ou une autre.

## Tableau qualificatif
|  | Premier tour | Premier tour | Premier tour |  |  | Deuxième tour | Deuxième tour | Deuxième tour |     |           | Demi-finales | Demi-finales | Demi-finales |  |  | Finale | Finale | Finale |
|  |              |              |              |  |  |               |               |               |     |           |              |              |              |  |  |        |        |        |
|  | Tipperary    |              |              |  |  |               |               |               |     |           |              |              |              |  |  |        |        |        |
|  | Dublin       | Dublin       | forfait      |  |  | Tipperary     | Tipperary     | 1-7           |     |           |              |              |              |  |  |        |        |        |
|  |              |              |              |  |  | Clare         | Clare         | 0-2           |     |           |              |              |              |  |  |        |        |        |
|  |              |              |              |  |  |               |               |               |     | Tipperary | Tipperary    | 4-7          |              |  |  |        |        |        |
|  |              |              |              |  |  |               | Kilkenny      | Kilkenny      | 0-0 |           |              |              |              |  |  |        |        |        |
|  |              |              |              |  |  |               |               |               |     |           |              |              |              |  |  |        |        |        |
|  |              |              |              |  |  |               |               |               |     |           |              |              |              |  |  |        |        |        |
|  |              |              |              |  |  |               |               |               |     |           | Tipperary    | Tipperary    | 1-1          |  |  |        |        |        |
|  |              |              |              |  |  |               | Galway        | Galway        | 0-0 |           |              |              |              |  |  |        |        |        |
|  |              |              |              |  |  |               |               |               |     |           |              |              |              |  |  |        |        |        |
|  |              |              |              |  |  |               |               |               |     |           |              |              |              |  |  |        |        |        |
|  |              |              |              |  |  |               |               |               |     | Galway    | Galway       | 2-8          |              |  |  |        |        |        |
|  |              |              |              |  |  |               | Wexford       | Wexford       | 1-0 |           |              |              |              |  |  |        |        |        |
|  |              |              |              |  |  |               |               |               |     |           |              |              |              |  |  |        |        |        |
|  |              |              |              |  |  |               |               |               |     |           |              |              |              |  |  |        |        |        |
|  |              |              |              |  |  |               |               |               |     |           |              |              |              |  |  |        |        |        |

## Finale
| Finale         | Tipperary | 1-1 (1) - 0-0 (0) | Galway | Birr Sportsfield, Birr                                        |                                                               |
| 1er avril 1888 | |                   |        | Spectateurs : ~3 000 Arbitrage : Pauric White (King’s County) | Spectateurs : ~3 000 Arbitrage : Pauric White (King’s County) |
| 1er avril 1888 | 1 Martin McNamara 2 Matty Maher 3 Tom Maher 4 Tom Burke 5 Jer Dwyer 6 Ned Murphy 7 Ned Bowe 8 Jer Ryan 9 Tom Healy 10 Pat Leahy 11 Tim Dwyer 12 Ned Lambe 13 John Leamy 14 John Mockler 15 Jim Stapleton 16 Andy Maher 17 Tom Stapleton 18 Danny Ryan 19 Jack Dunne 20 Mick Carroll 21 Tom Carroll | Équipes           |        | Spectateurs : ~3 000 Arbitrage : Pauric White (King’s County) | Spectateurs : ~3 000 Arbitrage : Pauric White (King’s County) |

## Sources
- (en) Paul Rouse, The Hurlers : The First All-Ireland Championship ans the making of modern hurling, Pinguin Ireland, 2018, 310 p. (ISBN 978-0-241-98354-6).